# Koecher–Maasserie
Inom matematiken är en Koecher–Maasserie en viss slags Dirichletserie som kan uttryckas som en Mellintransformation av en Siegel-modulär form, vilket generaliserar Heckes metod av att associera en Dirichletserie till en modulär form genom att använda Mellintransformationer. De introducerades av Koecher (1953) och Maass (1950).